# De koning drinkt (Jordaens, Wenen)
De koning drinkt of Het feest van de Bonenkoning is een barok schilderij gemaakt door Jacques Jordaens rond 1640-1645. Het doek in het Kunsthistorisches Museum te Wenen is een van het tiental bewaarde composities waarin hij het driekoningenfeest weergeeft. Een cartouche bovenaan bevat de moraliserende tekst NIL · SIMILIVS · INSANO / QVAM · EBRIVS ("Niets lijkt meer op een gek dan een dronkaard").

## Voorstelling
Een luidruchtig gezelschap viert Driekoningen in een kamer. Jong en oud, man en vrouw, elk heeft een lot getrokken uit de koningsbrief en kreeg een rol toebedeeld (twee briefjes liggen nog op de grond). De feestkoning draagt een kroon en brengt het glas aan de lippen. Zijn hofhouding begroet deze daad met de traditionele uitroep De koning drinkt! De verwrongen tronies verraden uitbundige dronkenschap. De voorproever boven de koning kwijt zich met overgave van zijn taak. De feestdokter links (herkenbaar aan het briefje op zijn hoed) heeft al te veel op en kotst gevaarlijk dicht bij de mand met eetwaar.

## Analyse
Het werk is een genrestuk zoals Jordaens er veel maakte. De figuren zijn vakkundig geschikt als voor een Laatste Avondmaal. Verschillende lichamen zijn verkort weergegeven.

## Perm
Een gelijkaardig schilderij hangt in de Kunstgalerij van Perm. Het wordt door het museum toegeschreven aan de School van Jordaens.

## Voetnoten
1. ↑  Een koningsbrief voorzag meestal zestien rollen: Koning, Raadsman, Rentmeester, Kamerling, Hofmeester, Bode, Biechtvader, Hofarts, Voorsnijder, Proever, Schenker, Zanger, Speelman, Portier, Zot, Kok. Ze werden ingevuld naargelang het aantal deelnemers. Vrouwen konden Koningin, Kokkin, Zottin... zijn.